# Liga dos Campeões da África de 2011 - Fase de Grupos
As partidas da Fase de Grupos da Liga dos Campeões da CAF de 2011 foram programados para ocorrer entre julho e setembro de 2011. As jornadas são em: 15-17 de julho, 29-31 de julho, 12-14 de agosto, 26-28 de agosto, 09-11 de setembro e 16-18 de setembro.
A fase de grupos, é composta dos oito vencedores da Segunda fase. Eles foram divididos em dois grupos de quatro, onde irão jogar entre si em jogos de ida e volta. As duas melhores equipes de cada grupo avançam para as Semi-finais.
O sorteio da fase de grupos teve lugar em 15 de maio de 2011, na sede da CAF no Cairo.

## Grupos
A ordem de classificação usada quando duas ou mais equipes têm igual número de pontos é:
1. Número de pontos obtidos nos jogos entre as equipes em questão;
2. Diferença de gols nos jogos entre as equipes em questão;
3. Gols marcados nos jogos entre as equipes em questão;
4. Gols marcados fora nos jogos entre as equipas em questão;
5. Diferença de gols em todos os jogos;
6. Gols marcados em todos os jogos;
7. Sorteio.

### Grupo A
| Equipe          | Pts | J | V | E | D | GP | GC | SG |
| --------------- | --- | - | - | - | - | -- | -- | -- |
| Enyimba         | 14  | 6 | 4 | 2 | 0 | 11 | 5  | +6 |
| Al-Hilal        | 8   | 6 | 2 | 2 | 2 | 6  | 7  | −1 |
| Coton Sport     | 7   | 6 | 2 | 1 | 3 | 7  | 8  | −1 |
| Raja Casablanca | 3   | 6 | 0 | 3 | 3 | 1  | 5  | −4 |

| 16 de Julho de 2011 | Raja Casablanca | 0 – 0     | Coton Sport | Stade Mohamed V, Casablanca |
| 21:00 UTC+1         |                 | Relatório |             | Árbitro: RSA Jerome Damon   |

| 17 de Julho de 2011 | Enyimba                               | 2 – 2     | Al-Hilal                | Enyimba International Stadium, Aba |
| 14:00 UTC+1         | Valentine Nwabili 46' · Uche Kalu 60' | Relatório | Edward Sadomba 22', 75' | Árbitro: EGY Farouk Mohamed        |

| 29 de Julho de 2011 | Al-Hilal                 | 1 – 0     | Raja Casablanca | Estádio de Hilal, Ondurmã |
| 20:00 UTC+3         | Edward Sadomba 63' (pen) | Relatório |                 |                           |

| 30 de Julho de 2011 | Coton Sport                                     | 2 – 3     | Enyimba                                  | Stade Omnisports Roumde-Adja, Garoua |
| 15:00 UTC+1         | Chardin Madila Mfoutou 46' · Saidou Idrissa 63' | Relatório | Uche Kalu 8', 85' · Chidozie Johnson 40' |                                      |

| 14 de Agosto de 2011 | Enyimba                             | 2 – 0     | Raja Casablanca | Enyimba International Stadium, Aba |
| 14:00 UTC+1          | Uche Kalu 9' · Chidozie Johnson 25' | Relatório |                 |                                    |

| 14 de Agosto de 2011 | Al-Hilal                                     | 2 – 1     | Coton Sport                | Estádio de Hilal, Ondurmã |
| 22:00 UTC+3          | Haitham Mustafa 28' (pên) · Edet Otobong 82' | Relatório | Chardin Madila Mfoutou 10' |                           |

| 26 de Agosto de 2011 | Raja Casablanca | 0 – 0     | Enyimba | Stade Mohamed V, Casablanca |
| 22:00 UTC+0          |                 | Relatório |         |                             |

| 28 de Agosto de 2011 | Coton Sport                           | 2 – 0     | Al-Hilal | Stade Omnisports Roumde-Adja, Garoua |
| 14:00 UTC+1          | Jacques Haman 28' · Brice Zimbori 55' | Relatório |          |                                      |

| 9 de Setembro de 2011 | Al-Hilal          | 1 – 2     | Enyimba                                          | Estádio de Hilal, Ondurmã |
| 20:30 UTC+3           | Edward Sadomba 6' | Relatório | Valentine Nwabili 68' · Samuel Tswanya 90' (pên) |                           |

| 10 de Setembro de 2011 | Coton Sport           | 2 – 1     | Raja Casablanca        | Stade Omnisports Roumde-Adja, Garoua |
| 16:30 UTC+1            | Osmaila Baba 54', 64' | Relatório | Abdessamad Ouhakki 16' |                                      |

| 18 de Setembro de 2011 | Raja Casablanca | 0 – 0     | Al-Hilal | Stade Mohamed V, Casablanca |
| 15:00 UTC+0            |                 | Relatório |          |                             |

| 18 de Setembro de 2011 | Enyimba                                       | 2 – 0     | Coton Sport | Enyimba International Stadium, Aba |
| 16:00 UTC+1            | Ifeanyi Ede 45' (pên) · Valentine Nwabili 90' | Relatório |             |                                    |

### Grupo B
| Equipe           | Pts | J | V | E | D | GP | GC | SG |
| ---------------- | --- | - | - | - | - | -- | -- | -- |
| Espérance ST     | 10  | 6 | 2 | 4 | 0 | 9  | 4  | +5 |
| Wydad Casablanca | 7   | 6 | 1 | 4 | 1 | 11 | 9  | +2 |
| Al-Ahly          | 7   | 6 | 1 | 4 | 1 | 7  | 6  | +1 |
| MC Alger         | 5   | 6 | 1 | 2 | 3 | 4  | 12 | −8 |

| 16 de Julho de 2011 | MC Alger             | 1 – 1     | Espérance ST       | Stade 5 Juillet 1962, Argel |
| 18:30 UTC+1         | Mohamed Megherbi 17' | Relatório | Oussama Darragi 7' | Árbitro: RSA Daniel Bennett |

| 17 de Julho de 2011 | Al-Ahly                                                  | 3 – 3     | Wydad Casablanca                                      | Cairo International Stadium, Cairo |
| 21:00 UTC+2         | Emad Moteab 2' · Wael Gomaa 21' · Dominique Da Silva 75' | Relatório | Sherif Abdel-Fadil 1' (gc) · Mouhcine Iajour 66', 88' | Árbitro: GAM Gassama Bakary        |

| 30 de Julho de 2011 | Wydad Casablanca                                                                                   | 4 – 0     | MC Alger | Stade Mohamed V, Casablanca |
| 19:00 UTC+1         | Fabrice N'Guessi 1' · Ahmed Ajeddou 30' (pen) · Ayoub El Khaliki 74' · Jean Louis Pascal Angan 90' | Relatório |          |                             |

| 30 de Julho de 2011 | Espérance ST        | 1 – 0     | Al-Ahly | Stade 7 November, Radès |
| 21:30 UTC+1         | Yannick N'Djeng 14' | Relatório |         |                         |

| 12 de Agosto de 2011 | Al-Ahly              | 2 – 0     | MC Alger | Cairo International Stadium, Cairo |
| 22:00 UTC+2          | Emad Moteab 10', 31' | Relatório |          |                                    |

| 14 de Agosto de 2011 | Wydad Casablanca                                | 2 – 2 | Espérance ST                          | Stade Mohamed V, Casablanca |
| 22:00 UTC+0          | Fabrice Ondama 65' · Youssef Kaddioui 78' (pên) |       | Wajdi Bouazzi 22' · Walid Hicheri 37' |                             |

| 27 de Agosto de 2011 | Espérance ST | 0 – 0     | Wydad Casablanca | Stade El Menzah, Tunis |
| 22:00 UTC+1          |              | Relatório |                  |                        |

| 28 de Agosto de 2011 | MC Alger | 0 – 0     | Al-Ahly | Stade 5 Juillet 1962, Argel |
| 22:00 UTC+1          |          | Relatório |         |                             |

| 10 de Setembro de 2011 | Espérance ST                                    | 4 – 0     | MC Alger | Stade El Menzah, Tunis |
| 19:10 UTC+1            | Mejdi Traoui 8' · Yannick N'Djeng 21', 43', 55' | Relatório |          |                        |

| 11 de Setembro de 2011 | Wydad Casablanca         | 1 – 1     | Al-Ahly          | Stade Mohamed V, Casablanca |
| 19:30 UTC+0            | Abderahim Benkhajjan 48' | Relatório | Mohamed Nagy 36' |                             |

| 16 de Setembro de 2011 | MC Alger                                   | 3 – 1     | Wydad Casablanca        | Stade 5 Juillet 1962, Argel |
| 19:00 UTC+1            | Réda Babouche 32', 36' · Hervé Oussalé 61' | Relatório | Ahmed Ajeddou 79' (pên) |                             |

| 16 de Setembro de 2011 | Al-Ahly               | 1 – 1     | Espérance ST    | Cairo International Stadium, Cairo |
| 20:00 UTC+2            | Mohamed Aboutrika 54' | Relatório | Banana Yaya 17' |                                    |